# Susanna Javicoli
Susanna Javicoli (Roma, 7 agosto 1954 – Roma, 17 giugno 2005) è stata un'attrice, doppiatrice, dialoghista e direttrice del doppiaggio italiana. 
Attiva anche in televisione, ha debuttato come attrice nel cinema nel 1974 in La nottata.

## Biografia
Musa ispiratrice di Carmelo Bene, ha interpretato il ruolo di Lady Anna nel suo Riccardo III; è stata poi Lady Macbeth in Macbeth secondo Carmelo Bene ed Emilia nello shakespeariano Otello.
Diplomata all'Accademia nazionale d'arte drammatica, ha lavorato con diversi altri registi teatrali: Mario Missiroli, Carlo Cecchi, Giuseppe Patroni Griffi, Aldo Trionfo (che l'ha diretta a fianco di Sergio Castellitto nel Candelaio di Giordano Bruno).
Ha dato voce a Medea in un'edizione per voce recitante con i Solisti Veneti diretti da Claudio Scimone. Per la Walt Disney ha caratterizzato Tesoro in Lilli e il vagabondo (nel ridoppiaggio del 1997) e nel seguito del 2001 Lilli e il vagabondo II - Il cucciolo ribelle.
È morta il 17 giugno 2005, all'età di 50 anni a causa di un cancro ai reni.

## Filmografia

### Cinema
- La nottata, regia di Tonino Cervi (1974)
- Vizi privati, pubbliche virtù, regia di Miklós Jancsó (1976)
- Suspiria, regia di Dario Argento (1977)
- Quel giorno il mondo tremerà, regia di Alain Jessua (1977)
- Porci con le ali, regia di Paolo Pietrangeli (1977)
- Ecce bombo, regia di Nanni Moretti (1978)
- I giorni cantati, regia di Paolo Pietrangeli (1979)
- Action, regia di Tinto Brass (1980)
- Blu cobalto, regia di Gianfranco Fiore Donati (1985)
- Monitors, regia di Piero Panza (inedito, 1985)
- Non più di uno, regia di Berto Pelosso (1990)
- Body Puzzle, regia di Lamberto Bava (1992)
- Quando una donna non dorme, regia di Nino Bizzarri (2000)
- L'ultimo bacio, regia di Gabriele Muccino (2001)

### Televisione
- Amleto (da Shakespeare a Laforgue), regia di Carmelo Bene – film TV (1974)
- Riccardo III – film TV (1977)
- I problemi di Don Isidro Parodi – serie TV (1978)
- L'enigma delle due sorelle – miniserie TV (1980)
- Riccardo III (da Shakespeare) secondo Carmelo Bene – film TV (1981)
- L'eterna giovinezza – film TV (1988)
- Pronto soccorso – miniserie TV (1990)
- Pronto soccorso 2 – miniserie TV (1992)
- Amico mio – miniserie TV (1993)
- La storia di Chiara –  film TV (1995)
- Solo x te – film TV (1998)
- Una donna per amico – serie TV (1998)
- Provincia segreta 2 – miniserie TV (2000)
- Cinecittà – serie TV (2003)

## Teatro
- Riccardo III di Carmelo Bene. Teatro Bonci, Cesena, 21 dicembre 1977.
- Otello o la deficienza della donna da William Shakespeare, adattamento di Carmelo Bene e Cosimo Cinieri. , regia, scene e costumi di Carmelo Bene. Teatro Pergolesi, Jesi, 13 gennaio 1979.
- Macbeth, due tempi di Carmelo Bene da Shakespeare, regia, scene e costumi di Carmelo Bene, musiche di Giuseppe Verdi, orchestrazione e direzione su base di Luigi Zito, consulente per la strumentazione fonica, Salvatore Maenza. Teatro Lirico, Milano, 4 gennaio 1983.
- Il borghese gentiluomo di Molière (prima ripresa), traduzione di Cesare Garboli, regia di Carlo Cecchi, scene e costumi di Sergio Tramonti, musiche di Michele De Marchi. Genova, febbraio 1984.

## Doppiaggio

### Cinema
- Miranda Richardson in Un incantevole aprile, La notte e il momento, Kansas City, Giochi sporchi
- Michelle Pfeiffer in Le relazioni pericolose, I favolosi Baker
- Bonnie Bedelia in Trappola di cristallo
- Melanie Griffith in Una donna in carriera
- Holly Hunter in Arizona Junior
- Barbara Hershey in Un mondo a parte
- Rossy de Palma in Kika - Un corpo in prestito
- Elizabeth Perkins in Big
- Joanna Pacuła in Programmato per uccidere
- Anna Deavere Smith in La macchia umana
- Ellen Greene in La piccola bottega degli orrori
- Barbara Hershey in Un mondo a parte
- Vanessa Bell Calloway in Tina - What's Love Got to Do with It
- Susannah York in Alice
- Cyndi Lauper in Quattro passi con il morto
- Cathy Moriarty in P.U.N.K.S.
- Olivia Newton John in It's my party
- Karen Allen in Killer Machine
- Barbara Stanwyck in Arriva John Doe (ridopp.)
- Josiane Balasko in Non tutti hanno la fortuna di aver avuto i genitori comunisti
- Cláudia Ohana in Love Dream
- Anny Papa in Caramelle da uno sconosciuto
- Isabella Rossellini in Oci ciornie

### Film di animazione
- Tesoro in  Lilli e il vagabondo (ed. 1997) e Lilli e il vagabondo II - Il cucciolo ribelle
- Cartoni Animati
- Marge Bouvier Simpson (solo nell'episodio 4x02) ne I Simpson

## Riconoscimenti
- Festival del doppiaggio Voci nell'Ombra
  - 2001 – Miglior doppiaggio generale per Squadra Speciale Cobra 11; direzione di doppiaggio, Daniela Nobili e Susanna Javicoli